# Giulio Arese
Giulio Arese (Milano, 1560 – Milano, 5 febbraio 1627) è stato un nobile e politico italiano.

## Biografia
Nato a Milano nel 1560, Giulio Arese era figlio del senatore Marco Antonio e di sua moglie, Ippolita Clari, figlia del senatore e giurista Giulio Clari, reggente nel Supremo Consiglio d'Italia. 
Da giovane, Giulio Arese studiò giurisprudenza a Pavia assieme a Fabio e Paolo Belloni e Girolamo Bossi. Prese parte il 10 giugno 1594 alla seduta di fondazione dell'Accademia degli Inquieti di cui fu probabilmente uno dei membri fondatori, con lo scopo di promuovere la diffusione delle tematiche scientifiche tra medici e giuristi.
Ammesso al collegio dei giureconsulti di Milano, il 13 agosto 1596 entrò a far parte del collegio dei 60 decurioni dove ebbe modo di distinguersi presso le autorità spagnole del ducato di Milano. Divenne questore del magistrato straordinario, senatore e presidente dello magistrato ordinario. Il 29 maggio 1613 venne nominato membro del consiglio segreto.
Il 31 gennaio 1619 venne quindi eletto presidente del senato di Milano ed il 2 marzo successivo giurò ufficialmente. Ottenne così di consacrare l'ascesa della sua famiglia con l'ottenimento di una serie di dazi fruttuosi da parte di Filippo III di Spagna.
Morì il 5 febbraio 1627 a Milano e venne sepolto nella chiesa di San Vittore al Corpo.

## Matrimonio e figli
Sposò Margherita Legnani dalla quale ebbe i seguenti figli:
- Bartolomeo (1590-1674), I conte di Castel Lambro, presidente del Senato di Milano. Sposa nel 1634 Lucrezia Omodei.
- Cesare
- Caterina (1619-1664), sposa nel 1636 Carlo Archinto (1610-1665)
- Lodovico, sposa Anna Maria Elisabetta Visconti Borromeo
- Francesco Maria

## Ascendenza
|                                                                 |                      |                    | Genitori            |  |  | Nonni |  |  | Bisnonni                          |  |  | Trisnonni          |  |
|                                                                 |                      |                    |                     |  |  |       |  |  | Marco Antonio II Arese il Vecchio |  |  | Bartolomeo I Arese |  |
|                                                                 |                      |                    |                     |  |  |       |  |  | Marco Antonio II Arese il Vecchio |  |  | Bartolomeo I Arese |  |
|                                                                 |                      | Lucrezia Casati    |                     |  |  |       |  |  | Marco Antonio II Arese il Vecchio |  |  |                    |  |
| Bartolomeo II Arese il Vecchio consignore della Pieve di Seveso |                      |                    |                     |  |  |       |  |  | Marco Antonio II Arese il Vecchio |  |  |                    |  |
|                                                                 |                      | Lodovica Pirovano  | Bartolomeo Pirovano |  |  |       |  |  |                                   |  |  |                    |  |
|                                                                 |                      | Lodovica Pirovano  | Bartolomeo Pirovano |  |  |       |  |  |                                   |  |  |                    |  |
|                                                                 |                      | Lodovica Pirovano  | ?                   |  |  |       |  |  |                                   |  |  |                    |  |
| Marco Antonio III Arese                                         |                      | Lodovica Pirovano  |                     |  |  |       |  |  |                                   |  |  |                    |  |
|                                                                 |                      | Raffaele Fossani   | Giovanni Fossani    |  |  |       |  |  |                                   |  |  |                    |  |
|                                                                 |                      | Raffaele Fossani   | Giovanni Fossani    |  |  |       |  |  |                                   |  |  |                    |  |
|                                                                 |                      | Raffaele Fossani   | ?                   |  |  |       |  |  |                                   |  |  |                    |  |
| Caterina Fossani                                                |                      | Raffaele Fossani   |                     |  |  |       |  |  |                                   |  |  |                    |  |
|                                                                 |                      | Chiara Casati      | Francesco Casati    |  |  |       |  |  |                                   |  |  |                    |  |
|                                                                 |                      | Chiara Casati      | Francesco Casati    |  |  |       |  |  |                                   |  |  |                    |  |
|                                                                 |                      | Chiara Casati      | Caterina Resta      |  |  |       |  |  |                                   |  |  |                    |  |
| Giulio Arese                                                    |                      | Chiara Casati      |                     |  |  |       |  |  |                                   |  |  |                    |  |
|                                                                 | Giovanni Luigi Clari | ?                  |                     |  |  |       |  |  |                                   |  |  |                    |  |
|                                                                 | Giovanni Luigi Clari | ?                  |                     |  |  |       |  |  |                                   |  |  |                    |  |
|                                                                 | Giovanni Luigi Clari | ?                  |                     |  |  |       |  |  |                                   |  |  |                    |  |
| Giulio Clari                                                    | Giovanni Luigi Clari |                    |                     |  |  |       |  |  |                                   |  |  |                    |  |
|                                                                 |                      | Ippolita Gambaruti | ?                   |  |  |       |  |  |                                   |  |  |                    |  |
|                                                                 |                      | Ippolita Gambaruti | ?                   |  |  |       |  |  |                                   |  |  |                    |  |
|                                                                 |                      | Ippolita Gambaruti | ?                   |  |  |       |  |  |                                   |  |  |                    |  |
| Ippolita Clari                                                  |                      | Ippolita Gambaruti |                     |  |  |       |  |  |                                   |  |  |                    |  |
|                                                                 |                      | ?                  | ?                   |  |  |       |  |  |                                   |  |  |                    |  |
|                                                                 |                      | ?                  | ?                   |  |  |       |  |  |                                   |  |  |                    |  |
|                                                                 |                      | ?                  | ?                   |  |  |       |  |  |                                   |  |  |                    |  |
| ?                                                               |                      | ?                  |                     |  |  |       |  |  |                                   |  |  |                    |  |
|                                                                 |                      | ?                  | ?                   |  |  |       |  |  |                                   |  |  |                    |  |
|                                                                 |                      | ?                  | ?                   |  |  |       |  |  |                                   |  |  |                    |  |
|                                                                 |                      | ?                  | ?                   |  |  |       |  |  |                                   |  |  |                    |  |
|                                                                 |                      | ?                  |                     |  |  |       |  |  |                                   |  |  |                    |  |